# Iman Meskini
Iman Meskini (Ski, 3 marzo 1997) è un'attrice norvegese. È diventata famosa per aver interpretato il ruolo di Sana Bakkoush nella webserie Skam.

## Vita privata
Iman Meskini è nata nella città di Ski, Norvegia da madre norvegese e padre tunisino. È cresciuta a Kolbotn. È musulmana praticante.
Quando aveva un anno si è trasferita a Damasco, Siria poiché la madre stava cercando di imparare l'arabo. Dopo un po' di tempo si sono trasferiti vicino al confine con il Libano. Durante un'intervista con il Norwegian Refugee Council ha raccontato che ai suoi genitori piaceva talmente tanto stare in Siria che sono rimasti a vivere lì per cinque anni. Dopo aver realizzato di non ricordare quasi più niente della lingua, ha deciso di iniziare studiare arabo e studi mediorientali all'Università di Oslo, laureandosi nel 2016. 
Nel Giugno 2019 si è sposata con Mourad Jarrari, un musicista.

## Filmografia

### Skam
Iman Meskini ha interpretato il ruolo di Sana Bakkoush nella webserie Skam, tra il 2015 e il 2017. Nelle prime tre stagioni è un personaggio ricorrente, mentre la quarta stagione è incentrata sul suo personaggio. 

#### Recezione
Durante un'intervista con Norwegian Refugee Council ha affermato che ci sono molte similitudini tra lei è Sana, tra le quali essere ragazze musulmane e dover bilanciare credo e vita moderna. Proprio per questa rappresentazione, è diventata un modello per le persone musulmane, in particolare le ragazze che vivono in Norvegia. 

### Altre Serie
Ha recitato in B4 (2018), una webserie ispirata a fatti realmente accaduti nel distretto di Bjølsen.
Ha, inoltre, interpretato il ruolo di Matte in Pørni (2021).

## Altre produzioni
Ha creato il profilo Instagram 1point9billion, una pagina che si occupa di condividere esperienze di vita quotidiana con tutti i musulmani del mondo. 
Nel 2021 ha aperto un podcast chiamato Har Du Trua? in cui discute temi legati alla religione, ogni settimana con ospiti diversi.

## Riconoscimenti
Nel 2018 ha ricevuto il premio Brobyggerprisen (letteralmente premio costruttore di ponti), per il suo contributo nel ridurre la distanza tra le religioni. Il Brobyggerprisen è un premio assegnato da NKA a una persona o un'organizzazione che ha stimolato il dialogo e il contatto tra gruppi diversi della società. 
È stata inserita nella lista di Forbes 30 Under 30 – Europe – Social Impact (2022).